# جاك كيلر (منتج أسطوانات)
جاك كيلر (بالإنجليزية: Jack Keller)‏ هو منتج أسطوانات وكاتب أغاني أمريكي، ولد في 11 نوفمبر 1936 في بروكلين في الولايات المتحدة، وتوفي في 1 أبريل 2005 في ناشفيل في الولايات المتحدة بسبب ابيضاض الدم.

## وصلات خارجية
- الموقع الرسمي
- جاك كيلر على موقع IMDb (الإنجليزية)
- جاك كيلر على موقع ميوزك برينز (الإنجليزية)
- جاك كيلر على موقع أول ميوزيك (الإنجليزية)
- جاك كيلر على موقع ديسكوغز (الإنجليزية)